# Neolamprologus furcifer
 Neolamprologus furcifer  (Synonym: Lamprologus furcifer) ist ein im Tanganjikasee endemischer Buntbarsch.

## Beschreibung
Neolamprologus furcifer wird 15 cm lang und hat einen langgestreckten, seitlich abgeflachten Körper. Der Körper ist mit Kammschuppen bedeckt, die kleiner und zahlreicher sind als bei vergleichbaren Buntbarschen. Auf den Körperseiten zählt man in einer mittleren Längsreihe 46 bis 54  Schuppen. Die Kammschuppen sind stark gezahnt und die Zähnchen stehen von der Schuppenoberfläche ab. Die Beschuppung erstreckt sich bis auf die Rücken-, After und Schwanzflosse. Die Rückenflosse hat 20 Stachelstrahlen, die Afterflosse fünf bis sieben. Das sensorische System, bestehend aus oberer und unterer Seitenlinie, sowie aus Sinnesporen am Kopf ist gut entwickelt. Die Grundfärbung von Neolamprologus furcifer ist variabel und kann grau bis beige, lehmbraun, kupferbraun oder dunkel purpurn sein. Je nach Stimmung können sie auf den Körperseiten sechs dunkle Querbänder zeigen. Die Iris ist hellblau bis goldgelb gefärbt. Männchen und Weibchen sind äußerlich kaum zu unterscheiden. Ältere Männchen bekommen allerdings eine Buckel auf dem Hinterkopf. Die tief gegabelte Schwanzflosse läuft besonders bei älteren Fischen in zwei lange Spitzen aus (furcifer = gabeltragen).
- Flossenformel: Dorsale XX–XVI/6–8, Anale III/6–7.[1]
- Schuppenformel 21–22 (mLR)

## Lebensweise
Neolamprologus furcifer lebt im Flachwasser des Tanganjikasees an felsigen Küsten und hat eine ähnlich starke Bindung an Felsbiotope wie die nah verwandten Julidochromis-Arten. An Höhlendecken schwimmen sie mit dem Bauch nach oben, an steilen Felsen mit dem Kopf nach oben oder nach unten. So können sie auch lange Zeit, immer nah am Felsen bleibend, verharren. Sie sind möglicherweise nachtaktiv, worauf die großen Augen hindeuten, und zeigen sich tagsüber nur an abgeschatteten Stellen. Die Fische ernähren sich vor allem von Insektenlarven und kleinen Krebstieren. Sie sind Substratlaicher und die Weibchen legen ihre etwa 50 Eier pro Gelege an Höhlendecken. Männchen sind polygam und haben einen Harem von fünf oder sechs Weibchen.

## Weiterführende Literatur
- Sven O. Kullander, Michael Norén, Mikael Karlsson, Magnus Karlsson: Description of Neolamprologus timidus, new species, and review of N. furcifer from Lake Tanganyika (Teleostei: Cichlidae). Ichthyol. Explor. Freshwaters, Vol. 24, No. 4, Seite 301–328, April 2014© 2014 by Verlag Dr. Friedrich Pfeil, München, Germany – ISSN 0936-9902 (PDF).